# Xenobrama
Xenobrama is een monotypisch geslacht van straalvinnige vissen uit de familie van de zilvervissen (Bramidae).

## Soort
- Xenobrama microlepis (Yatsu & Nakamura, 1989)